# Dan Mizrahi
Dan Mizrahi (ou Dan Mizrahy), né le 28 février 1926 à Bucarest et mort le 25 février 2010, est un pianiste roumain-juif.

## Biographie
Mizrahi est né à Bucarest de Moscou Mizrahi, descendant d'une vieille famille juive séfarade, et de sa femme Henrietta Schoenfield, juive ashkénaze. Ses grands-parents paternels, Avram Mizrahi et Lucia Sara, étaient des horlogers nés à Varna et installés à Bucarest. Moscou était un vétéran de l'armée roumaine pendant la Première Guerre mondiale. Mirazhi étudie le piano dès l'âge de 4 ans. À 9 ans, il entre à l'Académie de musique de Bucarest en tant qu'élève d'Aurelia Cionca (ro). Parmi ses professeurs figurent Mihail Andricu et Faust Nicolescu (ro).
En 1941, il est expulsé de Roumanie en raison de la législation antisémite de la Seconde Guerre mondiale. En mars 1941, il part à l'âge de 15 ans avec un simple sac à dos et immigre en Palestine, où il est affecté à des travaux de jardinage. Lors d'une fête à l'école agricole qu'il fréquente, il commence à jouer de l'accordéon et est ensuite admis à l'Académie de musique de Jérusalem, où il étudie le piano, la pédagogie et la théorie musicale. Il obtient son diplôme en 1944 et passe les examens du baccalauréat britannique en 1945.À l'automne 1945, après la fin de la Seconde Guerre mondiale, Mizrahi retourne en Roumanie, où il termine ses études à l'Académie de Bucarest, dont il sort diplômé en 1948. Il travaille sur des compositions privées avec Mihail Jora. En 1946, il entame une carrière de soliste et devient professeur de piano en 1949 au lycée Dinu Lipatti. Sous le régime communiste, de 1951 à 1953, il est arrêté pour être rééduqué. Il est détenu pendant trois ans et passe plus de 400 jours dans des cellules souterraines,. Il est libéré et poursuit sa carrière musicale le 30 janvier 1954 sous la direction du compositeur Sergiu Comissiona. Fin 1954, il commence à chanter avec des œuvres de George Gershwin.

### Métier et mort
Mizrahi était membre honoraire de l'Union des interprètes, chorégraphes et critiques musicaux. En 1997, il a reçu le prix Mihail Jora de la critique musicale. Il était également membre de l'Union des compositeurs et des musicologues. À partir des années 60, il a commencé à composer de la musique vocale, pour laquelle il s'est vu décerner le titre de lauréat à neuf reprises lors du Festival national de romance du chrysanthème d'or (ro). Il a également été décoré de l'Ordre du mérite culturel (ro).
En 1968, l'Opéra national de Bucarest a organisé une soirée de ballet Gershwin, au cours de laquelle Mizrahi a interprété le solo de Three Preludes et Rhapsody in Blue. En 1997 et 1998, il a effectué une tournée de concerts et de conférences dans les collèges des États-Unis. Au cours de sa longue carrière, Mizrahi a joué sa célèbre interprétation de Rhapsody in Blue en format orchestre près de 200 fois, et le Concerto en fa plus de 100 fois. En 2005, il a publié son livre autobiographique, « Așa a fost ».
Mizrahi est décédé le 25 février 2010. Il a été inhumé le lendemain au cimetière juif séfarade de Bucarest.